# Rapporto d'aspetto

Cinque proporzioni di uso comune comparate fra di loro, inscritte nella misura della diagonale dello schermo (la circonferenza nera). I due rettangoli più bassi e larghi (2,39:1, in viola, e 1,85:1, in giallo) sono due rapporti molto comuni nel cinema. Il rettangolo blu corrisponde al 16:9 ed è lo standard dei formati televisivi ad alta definizione. Il rettangolo verde (3:2) rappresenta un comunissimo formato fotografico, mentre il rettangolo più alto, in rosso, rappresenta il formato 4:3, usato sia in fotografia che nella televisione a definizione standard.

Per rapporto d'aspetto (in inglese aspect ratio) si intende il rapporto tra la larghezza e l'altezza del fotogramma cinematografico/televisivo o fotografico in generale, oppure di una qualsiasi immagine o di una forma espositiva rettangolare bidimensionale. 
La traduzione più appropriata è con il termine “proporzioni”, che nell'ambito audiovisivo è riferito alle proporzioni di uno schermo (TV, di proiezione, display, ecc) o del sensore di immagini presente all'interno di cine/foto/videocamere.

## Definizione
| 72×54  | 4:3    |
| 81×54  | 3:2    |
| 96×54  | 16:9   |
| 100×54 | 1,85:1 |
| 129×54 | 2,39:1 |

La notazione matematica delle proporzioni è più spesso indicata sotto forma di frazione tra interi o decimali, tipo «x:y» o «x/y», dove «x» è la larghezza e «y» l'altezza. Un paio di esempi più conosciuti, possono essere, «3:2» e «16:9». Tuttavia, la stessa proporzione può essere anche indicata con il risultato, arrotondato, della divisione, rispettivamente agli esempi, «1,5» e «1,78»; oppure, riferita anche all'unità, come «1,5:1» e «1,78:1».
In ambito cinematografico, in congiunzione al pixel aspect ratio e allo storage aspect ratio, il rapporto d'aspetto definisce il formato dell'immagine nell'ambito del suo intero ciclo di vita: dalla creazione, alla memorizzazione ed infine alla visualizzazione.
Sono in uso numerosi rapporti d'aspetto, a seconda del campo di utilizzo delle immagini: cinema, televisione, computer grafica e fotografia hanno proporzioni tipiche.
Il cinema è il settore dove la varietà è stata più numerosa, a seconda del periodo storico; ma i rapporti più comunemente usati fino ad oggi, possono essere il «1,33:1», il «1,85:1» e il «2,39:1» più alcune varianti panoramiche e anamorfiche.
In campo televisivo, il formato più comune fino al nuovo millennio è stato il «4:3» (o «1,33:1»), di impiego pressoché universale per la televisione a definizione standard, poi ridefinito in «16:9» («1,78:1») e utilizzato nella televisione digitale ad alta definizione a livello internazionale (altri rapporti sono più rari).
Per la fotografia digitale, le più comuni proporzioni native dei sensori, sono «3:2» e «4:3» (rarissima «16:9»), mentre si sono ormai abbandonati gli altri rapporti, come il «5:4», il «7:5» ed il formato quadrato «1:1», molto utilizzati con la fotografia chimica, fin dalla sua nascita. Tuttavia, almeno le tipologie «1:1» e «16:9», rimangono come opzione di ritaglio del fotogramma originale, durante lo scatto, in molte fotocamere.

### Limitazioni pratiche
Nei formati cinematografici, le dimensioni fisiche della pellicola (8, 16, 35, 70 mm) sono l'unico limite alla larghezza dell'immagine. Per la ripresa, sarebbe disponibile tutta l'area compresa tra le due bande di perforazioni laterali, ma dev'essere considerato anche lo spazio occupato dalla traccia ottica dell'audio.
Lo standard universale, stabilito da William Kennedy Laurie Dickson e Thomas Edison nel 1892, è di quattro perforazioni di altezza per ogni fotogramma, dove la larghezza della pellicola 35 mm ha un'area compresa tra le perforazioni di 24,9 mm × 18,7 mm. Con lo spazio per la traccia audio e l'altezza ridotta del fotogramma, per mantenere la larghezza maggiore, il formato cosiddetto Academy fu standardizzato quindi di 22 mm × 16 mm, con un proporzioni di 1,37:1.

### Terminologia cinematografica
L'industria cinematografica assegna un valore di 1 all'altezza del fotogramma ed indica le proporzioni in relazione a questo valore (es: 1,85:1). Di conseguenza, le proporzioni sono riferite essenzialmente a quelle osservate dallo spettatore, nonostante il fotogramma di ripresa possa essere registrato con immagini anamorfiche. Nelle produzioni cinematografiche moderne, le proporzioni di visione più usate sono 1,85:1 e 2,40:1, mentre in precedenza era usato il rapporto 1,33:1 e 1,66:1, che avevano una certa diffusione soprattutto in Europa.
Molti formati panoramici sono noti con una denominazione propria, tipo: CinemaScope, Todd-AO, o VistaVision; quest'ultimo merita una nota particolare per via del trascinamento orizzontale della pellicola, con fotogrammi a otto perforazioni ed un rapporto d'aspetto in registrazione di 1,58:1, più simile al comune formato fotografico 24x36 (1,5:1 - meglio conosciuto come 3:2). Il film I dieci comandamenti e molti film di Alfred Hitchcock, erano stati girati col procedimento VistaVision.

## La visione umana

Sovrapposizione dei campi visivi monoculari

La visione monoculare è quella che essenzialmente utilizza un singolo occhio (o ne rappresenta la zona di copertura), mentre la visione binoculare è la visione che utilizza entrambi gli occhi contemporaneamente e che è anche la zona maggiormente utilizzata dall'essere umano.
Anche se volendo si possono idealmente individuare delle proporzioni differenti fra di loro a seconda che ci si riferisca alla visione monoculare, alla visione binoculare o al campo visivo combinato, queste caratteristiche dipendono essenzialmente dalla morfologia del viso e quindi i valori del campo si differenziano anche di molto, tra individuo e individuo. In più, per la normale visione di apparecchi TV, schermi PC o cinematografici, fotografie, ecc, viene possibilmente ed istintivamente utilizzata soltanto la visione binoculare e a quella in genere ci si riferisce per valutare l'osservazione di opere delle arti visive o per progettare le strumentazioni che utilizzano la visione umana (binocoli, microscopi, ecc).

### Visione monoculare
Rispetto al punto centrale che viene fissato, i limiti esterni della vista periferica del singolo occhio, possono essere descritti in termini dei quattro angoli rappresentati dalle quattro direzioni cardinali. Questi angoli sono mediamente 60° superiore, 60° nasale (interno, verso il naso), 70°–75° inferiore e 100°–110º temporale (esterno, verso la tempia) per una copertura monoculare media di 160° orizzontali e di 130° verticali nel punto maggiore.

### Visione binoculare

Angoli di visuale

È la porzione di spazio centrale su cui entrambi gli occhi agiscono contemporaneamente, coprendo lo stesso campo visivo, che si estende mediamente per circa 95° orizzontali e per circa 80° verticali, ma che dipende molto dalla morfologia del viso, per cui è possibile avere dei valori che possono oscillare tra 80° e 110° orizzontali. Questa è la zona funzionale utilizzata normalmente per la maggior parte del tempo, durante l'osservazione attenta (lettura, visione TV, ecc) ed è mediamente approssimabile ad una finestra di forma ellittica con proporzioni tra circa 1,2:1 e 1,35:1. Ciò però non vuol dire che la visione binoculare abbia precise proporzioni, in quanto è proprio l'area circoscritta ad essere utilizzata come zona di osservazione e semmai all'interno di quest'area possono essere visualizzate qualsiasi proporzione quadrangolare esistente, dal formato quadrato 1:1 a quello panoramico 2,40:1 (cinematografico), ecc.
L'acutezza visiva della visione binoculare (che è poi la risoluzione ottica della nostra vista) è normalmente maggiore rispetto alla sola visione monoculare e può arrivare anche ad un valore più che doppio, all'incirca fino ad un massimo del 240%.

### Campo visivo combinato
È il campo visivo totale di entrambi gli occhi combinati. Rispetto al campo visivo binoculare si aggiungono orizzontalmente ulteriori 60°-70° coperti solo da un occhio per volta. Raggiunge 130º–135° verticali e 200°–220° orizzontali.
È approssimabile ad una finestra dalla forma dei tipici occhiali da sole "a goccia", quindi con un incavo inferiore centrale per via della visuale nascosta dal naso e grossomodo idealizzabile con proporzioni circa tra 1,5:1 e 1,7:1.

## Standard televisivi

### Il 4:3

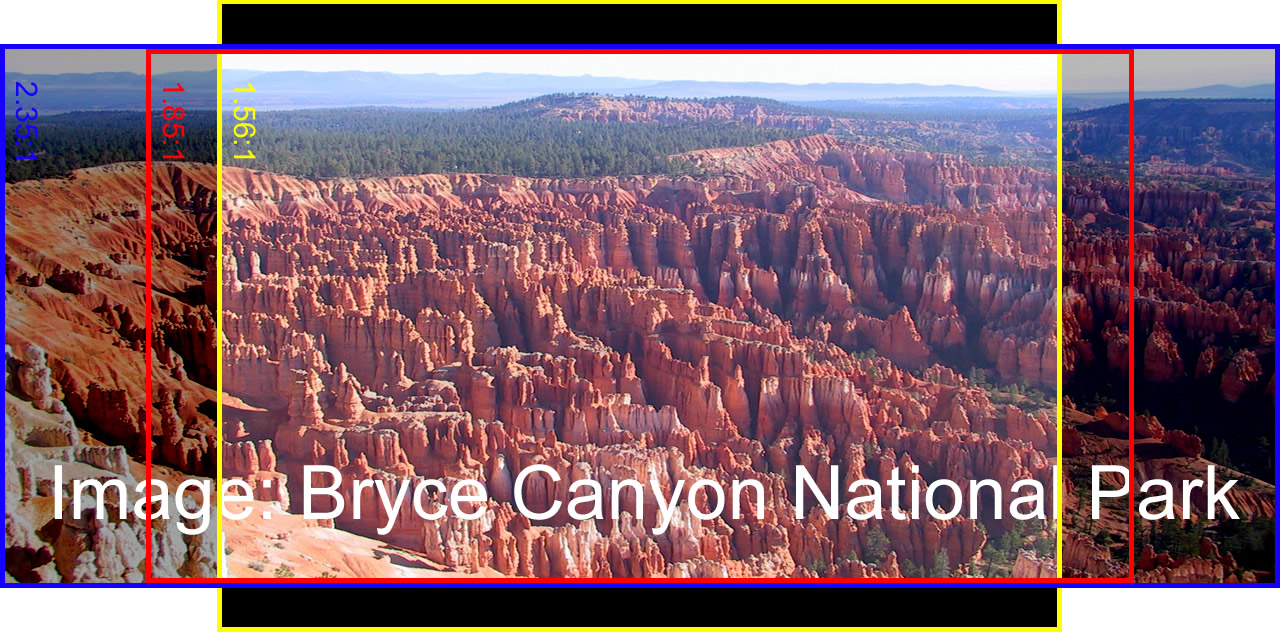
Il bordo blu delimita un'immagine in formato 2,39:1. Il bordo rosso mostra un ritaglio in formato 1,85:1, mentre quello in giallo rappresenta il 14:9.

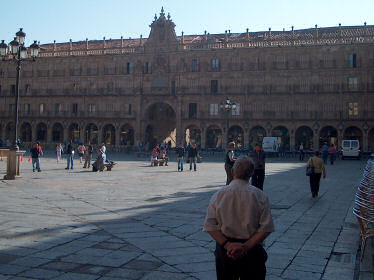
Immagine in 4:3 (1,33:1)

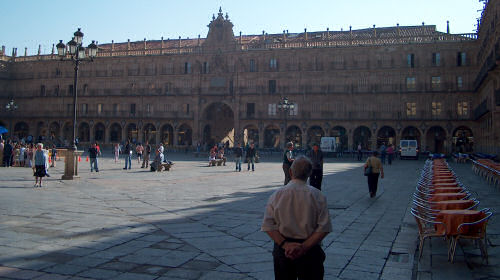
Immagine in 16:9 (1,78:1)

Fino all'avvento dei televisori digitali, al plasma, LCD, LED, ecc. il rapporto 4:3 (1,33) è stato impiegato fin dalle origini in televisione e nei monitor per computer CRT. Deriva dal formato adottato per la pellicola cinematografica dopo l'avvento del cinema sonoro, e standardizzato dalla AMPAS nel 1927. Il 4:3 è universalmente riconosciuto come il rapporto d'aspetto dello Standard Definition Television (SDTV). 
Con la sempre maggiore diffusione degli apparecchi televisivi, a partire dagli anni cinquanta, vengono tuttavia definiti una serie di formati panoramici adottati dall'industria cinematografica allo scopo di aumentare la spettacolarità delle immagini.
Il quattro terzi viene talvolta espresso come «12:9» per un raffronto diretto con il formato 16:9. Nel caso di un segnale 4:3 visualizzato su un televisore 16:9, la resa corretta delle dimensioni comporta l'aggiunta di bande laterali nere, un effetto chiamato pillarbox.

### Il 14:9
Il rapporto 14:9 (1,56) è un compromesso di transizione per creare immagini rese in modo accettabile sia su schermi in 4:3 che in 16:9, progettato dalla BBC dopo una serie di test su telespettatori. Veniva utilizzato da emittenti inglesi, irlandesi e australiane ed era piuttosto diffuso nella produzione pubblicitaria. È importante precisare che il 14:9 non esisteva come formato di ripresa, che in ambito televisivo è sempre fatta in 4:3 o 16:9, ma come formato di visualizzazione (o formato sorgente se ottenuto con la post-produzione).
L'uso più comune era su materiale in 16:9. Durante le riprese, le varie inquadrature venivano concepite in modo da non avere materiale importante troppo vicino ai bordi. Rispetto a riprese in 16:9, l'area visibile dopo la conversione sarà comunque maggiore rispetto al 4:3.
Questo formato di schermo permetteva un minore impatto della funzione taglio o bande nere rispetto ad uno schermo 16:9, infatti durante la trasmissione in 4:3, i bordi dell'immagine vengono ritagliati o vengono aggiunte bande nere sopra o sotto l'immagine, questo permette di conservare una maggiore area visibile. Se la trasmissione è in 16:9, l'immagine può si essere ritagliata in modo standard o applicate delle bande nere, ma in alcuni casi (dipende sia dalla sorgente che dal ricevitore, oltre che dalle impostazioni dello stesso) degli appositi segnali (flag) indicano al ricevitore che è possibile convertire l'immagine in 14:9 modificando le porzioni da tagliare ai due lati o se bisogna applicare delle bande nere.

### Il 16:9
Il rapporto 16:9 è alla base dell'alta definizione (HDTV), ma è oramai di diffusione sempre maggiore anche nella televisione standard (SDTV). I televisori e gli schermi 16:9 sono anche definiti «widescreen» («schermo largo»).
Uno schermo 16:9 con uguale altezza di un 4:3, corrisponde ad un formato più largo;
globalmente rispetto a quest'ultimo ha il 133% della sua superficie visiva, acquisita negli spazi aggiuntivi delle periferie laterali.
Le due immagini sopra offrono una comparazione tra i formati 4:3 e 16:9. In questo caso l'immagine in 16:9 trae beneficio dalla maggiore area a disposizione. Si notino in particolare gli oggetti a sinistra del lampione e le sedie con i tavoli a destra, non visualizzati nella versione 4:3.
Le due immagini sono mostrate in modo che le rispettive altezze siano equivalenti. Comparare due formati sulla base delle dimensioni orizzontali o verticali dello schermo può dare una falsa impressione di superiorità di uno rispetto all'altro, poiché viceversa, comparando un'immagine 16:9 e una 4:3 mantenendo costante la larghezza, l'immagine in 4:3 appare avere un campo visivo di area maggiore.
In conclusione, il risultato della comparazione dipende dalla risoluzione e proporzione nativa delle immagini utilizzate per il raffronto.

#### Compatibilità con i vari sistemi widescreen
Mentre nel cinema è molto semplice cambiare proporzioni (è sufficiente adeguare i mascherini di cineprese e proiettori), i formati panoramici pongono tuttavia alcuni problemi nel processo di telecinema.
Si tratta, essenzialmente, di aggiungere bande nere sopra e sotto l'immagine (letterbox), di ritagliare i bordi dell'immagine, eventualmente decentrandola (pan and scan) oppure, nel caso di film in CinemaScope, di deanamorfizzare l'immagine di un valore un po' inferiore a quello nominale, accettando una certa distorsione. Eventualmente, questi tre metodi possono anche essere combinati tra loro.
Il 16:9 permette una maggiore compatibilità con le immagini cinematografiche nei rapporti 1,66:1 (European Flat), 1,85:1 (Academy Flat) e 2,35:1/2,40:1 (CinemaScope/anamorfico Panavision). A differenza di come verrebbe trasmesso su schermo 4:3, le bande nere risultanti dalla visione nei formati cinematografici sono più piccole e meno fastidiose. Ad esempio, in un televisore 16:9 un'immagine in formato 2,35:1 occuperebbe soltanto, di bande nere, il 25% circa, contro il 44% su un TV 4:3.
Esigenze produttive e di marketing avevano portato, tra il 2007 ed il 2009, all'adozione di una tecnica di ripresa nota in gergo, in Italia, come finto 16:9 o anche 16:9 bandato. Questa tecnica consisteva nella generazione di un segnale standard 4:3 che conteneva un segnale di tipo letterbox. Visivamente, il formato era 16:9 ma in realtà una certa parte delle linee di scansione disponibili venivano sacrificate durante la ripresa. Le bande nere sopra e sotto l'immagine erano usate per inserire informazioni visive, come richiami pubblicitari, loghi e grafiche animate.
Anche con le attuali trasmissioni in standard 16:9 è possibile fare ciò (soprattutto in ambito pubblicitario), riprendendo in tale formato e aggiungendo, in post produzione, due bande nere sopra e sotto, dove inserire loghi, informazioni, ecc.
Questo procedimento viene chiamato finto 21:9, riferito alla somiglianza dello spessore delle bande nere create in post produzione con quello delle bande nere che si creerebbero su una tv 16:9 in caso di visualizzazione nel formato Cinemascope.

#### Svantaggi del formato 16:9
L'esistenza di più proporzioni crea lavoro aggiuntivo alla produzione audiovisiva, e non sempre con risultati adeguati. È piuttosto frequente che un film in formato panoramico sia visualizzato in maniera alterata (tagliato o espanso oltremisura). Il 4:3 bandato, in particolare, è molto problematico nella resa su monitor in 16:9, perché se viene convertito come letterbox, il risultato mostrerà sia le bande nere sopra e sotto, sia quelle laterali, con un risultato noto in gergo come inscatolamento, cioè con l'immagine visibile all'interno di un rettangolo nero più ampio.
Sia le trasmissioni PAL che NTSC prevedono l'uso di un segnale inserito sull'intervallo di ritorno verticale e chiamato Active Format Description (AFD) che permette a monitor e televisori (e anche ai convertitori usati nella catena video) di determinare le proporzioni del segnale in ingresso e determinare se necessiti di conversione. I televisori domestici sono in grado di adeguare la visualizzazione alla trasmissione ricevuta (Si veda la specifica ITU-R BT.1119-1 - Wide-Screen signalling for broadcasting). Anche il segnale trasportato da cavi SCART usa una linea di stato per identificare il materiale in 16:9.
In ogni caso, chi si occupa di riprese televisive deve sempre considerare le diverse forme di visualizzazione del materiale prodotto. È prassi comune mantenere tutte le informazioni necessarie di azione e di informazione (come scritte e titoli grafici) all'interno dell'area centrale che viene mantenuta anche in caso di taglio dei bordi laterali (safe area).

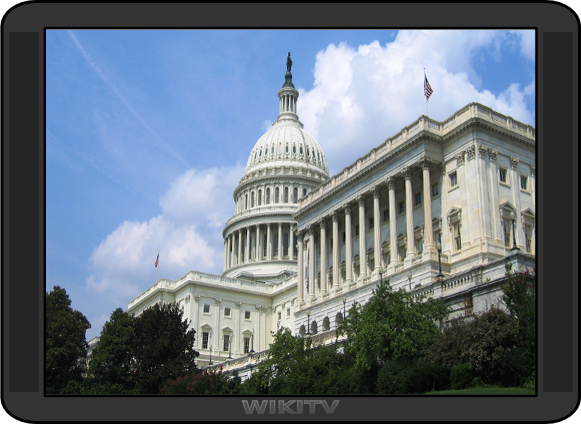
Un'immagine 16:9 rappresentata all'interno di un televisore 4:3 in modalità Fullscreen. In questo caso l'immagine non ha subito trattamenti; viene quindi visualizzata schiacciata orizzontalmente.
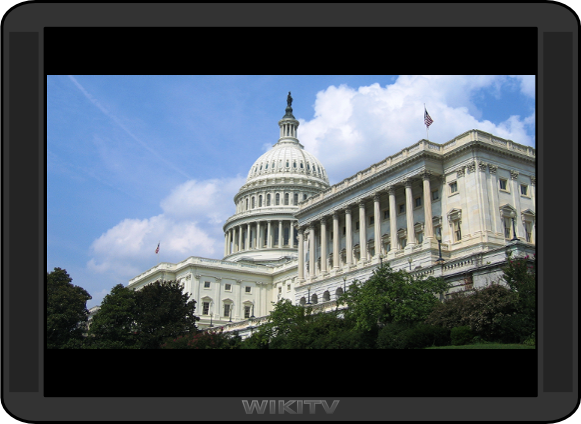
Un'immagine 16:9 rappresentata all'interno di un televisore 4:3. L'immagine viene rimpicciolita in modo da entrare all'interno del 4:3; così facendo, si formano due barre vuote al di sopra e al di sotto dell'immagine. Questo è l'effetto letterbox
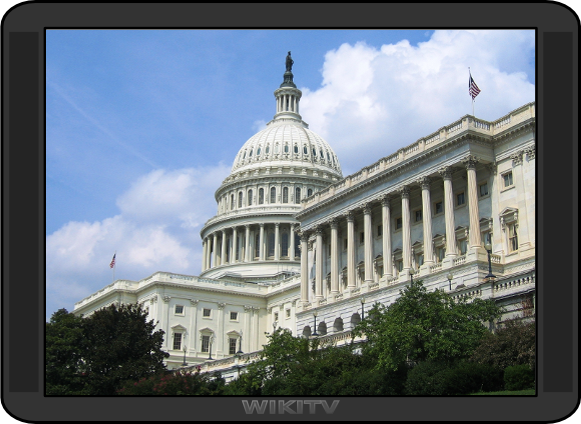
Un'immagine 16:9 rappresentata all'interno di un televisore 4:3, il Pan and scan taglia l'immagine ai lati; parte dell'immagine originale è quindi persa. Questa tecnica, oggi sempre meno utilizzata preferendo adottare l'open matte il quale invece definisce quale area va visualizzata e generalmente permette di vedere più pellicola in quanto rimuove il mascherino.
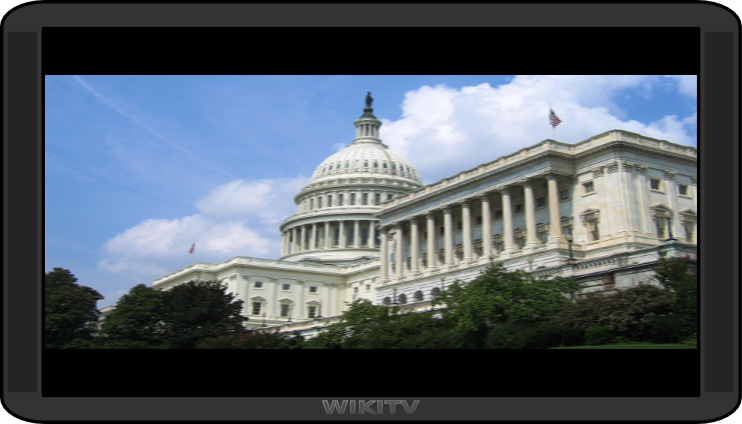
Un'immagine originariamente 16:9 ma adattata in fase di trasmissione per schermi 4:3 con il metodo del letterbox, apparirà allungata orizzontalmente su un televisore 16:9 se riprodotta in "Fullscreen".
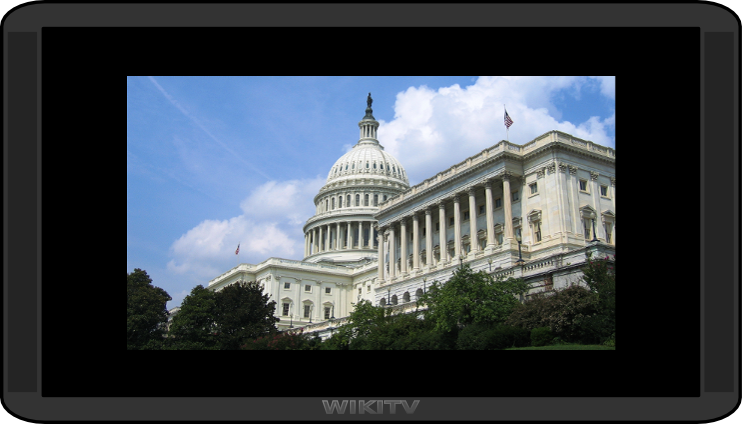
Un'immagine 16:9 adattata per schermi 4:3 con il letterbox, può apparire (a seconda delle impostazioni del televisore) circondata da bordi neri in tutti i lati se visualizzata su uno schermo 16:9. Questo effetto è detto inscatolamento o, in inglese, windowbox.
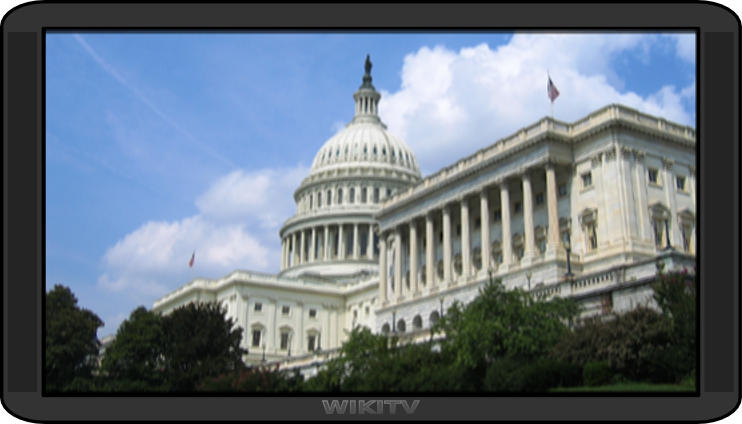
Molti televisori 16:9 dispongono di una funzione, solitamente denominata «zoom», che ingrandisce l'immagine in modo da rimuovere i bordi neri causati dalla trasmissione in letterbox (immagini 16:9 adattate per televisori in 4:3). In questo modo si ottiene un'immagine con proporzioni corrette ma di qualità inferiore, a causa dell'ingrandimento.

## Aspetti della produzione televisiva

### Telecamere
Nell'ambito della produzione televisiva, le telecamere di classe professionale, da diversi anni a questa parte, sono normalmente in grado di riprendere in entrambi i formati, anche se i sensori e le ottiche sono ottimizzate per il formato 16:9. Qualche limitazione esiste per le telecamere di generazione più vecchia che non montano sensori 16:9.
Le telecamere in alta definizione dispongono sempre di un'uscita sottoconvertita su cui è disponibile il segnale a definizione standard, il quale è selezionabile sia in 16:9 anamorfico sia in 4:3 con taglio dei bordi, oppure letterbox.

### Cineprese
La pellicola Super 16 mm era usata frequentemente nelle produzioni destinate alla televisione. Il Super 16 mm richiede pellicola monoperforata e usa tutta l'area disponibile al di fuori della perforazione. Per via del basso costo e della qualità delle riprese, era un sistema vantaggioso per eseguire riprese destinate a produzioni di alto livello a un costo inferiore alle apparecchiature televisive, tenendo conto che il negativo non viene stampato ma telecinemato.
Il bordo non perforato della pellicola, normalmente destinato alla traccia audio che qui non è prevista, permette di ottenere un proporzioni di 1,66:1, molto simile al 16:9 (1,78:1). La qualità delle riprese è sufficiente anche per una stampa in 35 mm destinata alla proiezione cinematografica.

### Telecinema
Il formato video all'uscita da un telecinema è selezionabile secondo le esigenze di produzione. In modalità Pan & Scan, è anche possibile scegliere di volta in volta quale parte dei bordi sacrificare.

### Mixer video
Tutti i mixer video in produzione posso operare indifferentemente con qualsiasi proporzioni desiderato, posto che questo sia identico per tutti i segnali in ingresso e in uscita.
I mixer video più sofisticati sono in grado di operare automaticamente conversioni di formato e di gestire segnali sia in 4:3 che in 16:9, programmando in anticipo il tipo di conversione richiesta.

### Trasporto e visualizzazione del segnale

Esempi di configurazione di un multiviewer per segnali in 16:9

L'interfaccia SDI permette il trasporto di segnali di entrambi i formati.
In effetti, nella versione più diffusa, a 270 Mbit/s, non c'è alcuna differenza pratica tra un segnale in 4:3 e uno in 16:9, a parte le proporzioni dei pixel. Mixer video, matrici e videoregistratori/video server sono quindi in grado di gestire agevolmente entrambe le proporzioni senza problemi. Naturalmente, è da considerare il fatto che i segnali non vengono convertiti ma instradati così come sono, per cui una serie di clip in uscita da un videoserver dovrà comprendere solo immagini di un solo formato per evitare problemi di visualizzazione.
In particolare, come mostrato nelle immagini seguenti, un'immagine nativa in 16:9 può essere visualizzata su monitor convenzionali in 4:3 sia in modalità anamorfica che letterbox. Nel primo caso l'immagine appare deformata verticalmente, nel secondo le proporzioni sono corrette ma una parte del monitor non viene utilizzata.
La modalità letterbox non va confusa con il finto 16:9 (vedi sotto) che è invece un segnale in 4:3: nel primo caso, infatti, si utilizza semplicemente una porzione minore del monitor senza intervenire sul segnale.
I multiviewer in uso negli studi sono configurabili per visualizzare agevolmente segnali di entrambi i formati.
Dal momento che l'effetto pillarbox dovuto alla conversione di un segnale 4:3 in 16:9 è molto fastidioso alla vista, molte emittenti, fra cui principalmente Sky Sport, riempiono le bande laterali con motivi grafici, in modo da utilizzare comunque tutta la larghezza dello schermo a disposizione.

## Proporzioni in fotografia
Un formato comune in fotografia è il 3:2 (o 1,5:1) del formato 24×36 su pellicola 35 mm. Questo rapporto è usato anche dalla maggior parte delle reflex digitali.
Un altro formato molto comune è il 4:3, utilizzato dagli apparecchi conformi al sistema Quattro Terzi della Olympus e da quasi la totalità delle fotocamere digitali compatte, benché quelle più sofisticate possano produrre immagini con formati più panoramici.
Il sistema APS prevede tre diversi formati:
- APS-C ("classic") - 1,5:1
- APS-H ("High definition") - 1,81:1
- APS-P ("Panoramic") - 3:1

Le macchine a medio e grande formato offrono una certa varietà di formati, di solito indicati con le dimensioni del negativo in centimetri: 6×6, 6×7, 6×9 e 9×12 sono tra i più comunemente usati.

## Formati e loro applicazioni
| Aspect ratio | Noto come | Descrizione |
| ------------ | --------- | --- |
| 1,17:1       |           | Formato Movietone, usato nei primi film sonori in 35 mm, alla fine degli anni '20, soprattutto in Europa. La colonna sonora ottica era posta di fianco al fotogramma 1,33, riducendone la larghezza. La Academy Aperture definì il rapporto a 1,37 abbassando l'altezza del fotogramma. Il miglior esempio di questo rapporto sono i primi film sonori di Fritz Lang: M - Il mostro di Düsseldorf e Il testamento del dottor Mabuse. Il formato di questo fotogramma è molto simile a quello usato oggi per la fotografia anamorfica. |
| 1,22:1       | 11:9      | Il formato CIF (standard di video digitale introdotto nel 1988 e ideato per le videoconferenze) utilizza queste proporzioni, simili a quelle di PAL (4:3). |
| 1,25:1       |           | Il sistema televisivo inglese a 405 linee usava queste proporzioni dalla sua introduzione fino al 1950, quando venne modificato nel più comune 1,33. |
| 1,33:1       | 4:3       | Rapporto originale del cinema muto in 35 mm, usato comunemente per le produzioni televisive, dove è più noto come 4:3. È inoltre uno degli standard previsti per la compressione MPEG-2. |
| 1,37:1       |           | proporzioni del formato cinematografico in 35 mm ufficialmente adottati dall'AMPAS ed utilizzato tra il 1932 e il 1953. Veniva utilizzato fino a qualche tempo fa anche per produzioni moderne, e costituisce inoltre lo standard per il 16 mm |
| 1,43:1       |           | Formato IMAX. Le produzioni IMAX usano pellicola da 70 mm, che a differenza delle cineprese convenzionali in 70 mm viene fatta scorrere orizzontalmente, per una maggiore area del negativo. |
| 1,5:1        | 3:2       | proporzioni usate per la fotografia in 35 mm, con fotogramma di 24 mm × 36 mm |
| 1,55:1       | 14:9      | Chiamato anche 14:9, è spesso usato per la produzione di filmati pubblicitari, come un formato di compromesso tra il 4:3 e il 16:9. Le immagini risultanti possono essere usate sia su televisori tradizionali che widescreen, con effetti di letterbox o pillarbox minimizzati. |
| 1,66:1       |           | Conosciuto anche come European Flat, era un rapporto standard del cinema panoramico europeo, nativo per la pellicola Super 16 mm (5:3/15:9, espresso talvolta come "1,67") e utilizzato per la prima volta dalla Paramount. In Italia veniva spesso utilizzato per le fiction girate prima del 2001 e per alcuni film cinematografici. Agli attuali prodotti in questo formato, viene applicato un leggero crop per portare il master a 1,78:1 (nel caso di trasmissione TV), a 1,85:1 (nel caso di DVD post restauro della pellicola) o semplicemente vengono aggiunte due bande nere ai lati sinistro e destro altrettanto leggere creando un pillarbox e visualizzando correttamente in 16:9 il tutto. |
| 1,75:1       |           | Un formato panoramico sperimentale in 35 mm, usato dalla Metro-Goldwyn-Mayer e in seguito abbandonato. |
| 1,78:1       | 16:9      | Rapporto standard per il video ad alta definizione, chiamato comunemente 16:9. È uno dei tre rapporti previsti per la compressione video MPEG-2. |
| 1,85:1       |           | Conosciuto come Academy Flat, è un rapporto panoramico standard dapprima per le produzioni cinematografiche americane e inglesi, mentre attualmente in modo internazionale. Venne utilizzato per la prima volta dalla Universal-International nel 1953. Il fotogramma usa all'incirca l'altezza di 3 perforazioni di pellicola su 4. Esistono tecniche che permettono di girare con un passo di tre perforazioni per risparmiare pellicola. |
| 1.89:1       |           | Uno dei rapporti d'aspetto dello standard DCI utilizzato nel cinema digitale con una risoluzione di 2048x1080 (2k) o 4096x2160 (4k) |
| 2,00:1       |           | Rapporto originale del SuperScope e del più recente Univisium. |
| 2,06:1       | 37:18     | Infinity Display di Samsung Galaxy S8 e S8+ |
| 2,20:1       |           | Standard 70 mm, sviluppato per la prima volta dal Todd-AO negli anni 1950. Il 2,21:1 è specificato per l'MPEG-2 ma non viene utilizzato. |
| 2,33:1       | 21:9      | Schermi panoramici, schermi del cinema |
| 2,35:1       |           | proporzioni del 35 mm anamorfico dal 1957 al 1970, usate nel CinemaScope e nei primi anni dell'anamorfico della Panavision. Lo standard anamorfico è stato modificato leggermente in modo che le produzioni moderne abbiano in realtà proporzioni di 2,39, anche se vengono di solito chiamate ugualmente 2,35, per tradizione. (Si noti che il formato anarmorfico ottiene una compressione orizzontale ottica dell'immagine e riempie completamente l'altezza del fotogramma di 4 perforazioni, ma ha proporzioni più larghe.) |
| 2,39:1       |           | proporzioni del 35 mm anamorfico dopo il 1970, a volte arrotondate a 2,40:1. Spesso chiamato commercialmente formato Panavision. |
| 2,55:1       |           | proporzioni originale del CinemaScope prima dell'aggiunta della traccia audio ottica. Era inoltre il rapporto del CinemaScope 55. |
| 2,59:1       |           | proporzioni del Cinerama ad altezza piena (tre immagini 35 mm proiettate fianco a fianco su uno schermo panoramico incurvato di 146°). |
| 2,66:1       |           | proporzioni dell'Anamorphoscope o Hypergonar, brevettato dal francese Henri Chrétien nel 1927 ed antesignano del CinemaScope. Un obiettivo anamorfico come quelli utilizzati per il CinemaScope poteva creare un'immagine con queste proporzioni. |
| 2,76:1       |           | proporzioni dell'Ultra Panavision o MGM Camera 65 (65 mm con compressione anamorfica 1,25×). Utilizzato solo per pochi film tra il 1956 e il 1964, tra cui L'albero della vita (1957) e Ben-Hur (1959). |
| 4,00:1       | 16:4      | proporzioni del Polyvision (tre immagini in 35 mm con rapporto 4:3 proiettate fianco a fianco). Usato solo da Abel Gance per Napoleone (1927). Erano le proporzioni del formato Magirama, inventato nel 1956 dallo stesso Gance, che utilizzava anche degli specchi. |